# Erythroxylum occultum
Erythroxylum occultum là một loài thực vật có hoa trong họ Erythroxylaceae. Loài này được Plowman mô tả khoa học đầu tiên năm 1983.